# Alexander McDonald Paterson
Pour les articles homonymes, voir Alexander Paterson et Paterson.
Alexander McDonald Paterson (12 octobre 1871-30 mars 1953) est un homme politique canadien de la Colombie-Britannique. Il est député provincial libéral de la circonscription britanno-colombienne de Delta d'une élection partielle en 1921 à 1928.
Il est préfet du district de Delta pendant 28 ans.
Paterson meurt à Vancouver en mars 1953 à l'âge de 81 ans.